# Max Kienitz

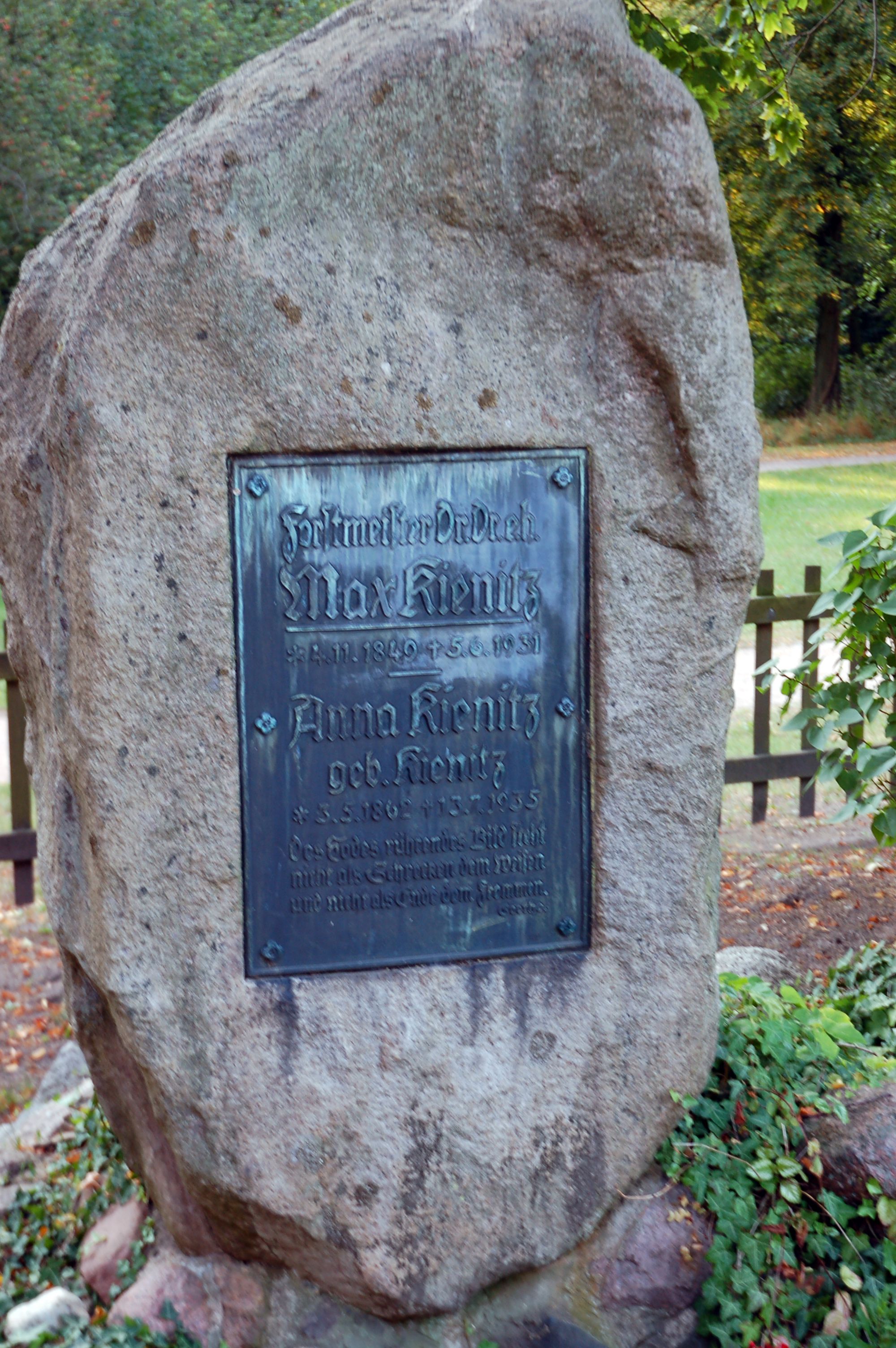
Grabstein auf dem Klosterfriedhof Chorin

Max Kienitz (* 4. November 1849 in Pätzig (heute Piaseczno) bei Bad Schönfließ (Neumark); † 5. Juni 1931 in Bad Freienwalde (Oder)) war ein deutscher Forstmeister und Forstwissenschaftler. Er trat vor allem als Forstbotaniker hervor, gehört aber auch zu den Pionieren des Naturschutzes. Auf seine Initiative wurde 1907 das Plagefenn als erstes Naturschutzgebiet Norddeutschlands eingerichtet.

## Leben
Max Kienitz wurde 1849 als Sohn des Rittergutpächters Adolf Kienitz in Pätzig im Kreis Königsberg in der Neumark geboren. Nach dem Besuch der Friedrich-Wilhelms-Realschule in Berlin absolvierte er von 1869 bis 1870 eine praktische Lehre in der Oberförsterei Dammendorf bei Beeskow und legte die Elevenprüfung ab. Anschließend leistet er seinen Wehrdienst als Einjährig-Freiwilliger in Berlin ab und nahm am Deutsch-Französischen Krieg teil. 1871–1872 arbeitete er als Forsteleve in der Oberförsterei Schwenow bei Beeskow. Von 1872 bis 1874 studierte er an der Königlich Preußischen Forstakademie Hannoversch Münden. Nach dem 1. Forstlichen Examen bereitete sich Kienitz in Marburg in drei Jahren praktischer Forstarbeit auf das Staatsexamen vor, das er 1877 ablegte. Anschließend blieb er als Assistent am botanischen Institut der Forstakademie Hannoversch Münden und promovierte 1878 an der Universität Göttingen mit der Arbeit Vergleichende Keimversuche mit Waldbaumsamen aus klimatisch verschieden gelegenen Orten Mitteleuropas zum Dr. phil. 1879 folgte er einem Ruf an die Preußische Forstakademie Eberswalde, wo er als Vertretung Oscar Brefelds Botanik lehrte. 1882 kehrte Kienitz als Oberförster des Lehrreviers Gahrenberg nach Hannoversch Münden zurück, ehe er 1888 endgültig als Lehrer an die Forstakademie Eberswalde wechselte. Dort vertrat er u. a. die Fächer Forstschutz, Jagdkunde und Landwirtschaft für Forstwirte. Bis zu seiner Pensionierung im Jahre 1921 verwaltete er zudem das Lehrrevier Chorin.
Kienitz war seit 1882 verheiratet. Er hatte drei Söhne.
Seinen Lebensabend verbrachte Kienitz in Bad Freienwalde, wo er am 5. Juni 1931 verstarb. Sein Grab befindet sich auf dem Friedhof des Klosters Chorin.

## Leistungen
Als Förster und Hochschullehrer stand Kienitz zeit seines Lebens für das Prinzip der engen Verbindung von forstlicher Theorie und Praxis.
Er beschäftigte sich ausführlich mit der forstlichen Provenienzproblematik und propagierte, entfernte Herkünfte heimischer Baumarten nicht als Saatgut zu verwenden. 1908 richtete er gemeinsam mit Adam Schwappach in der Abteilung 85 Chorin den internationalen Provenienzversuch mit der Gemeinen Kiefer ein.
Am 29. Dezember 1906 beantragte Kienitz, ein Areal von 177 Hektar um das Plagefenn und den Großen Plagesee bei Chorin unter Naturschutz zu stellen. Bereits am 4. Februar 1907 entsprach der preußische Minister für Landwirtschaft, Domänen und Forsten diesem Antrag. Das Plagefenn wurde als erstes norddeutsches Naturschutzgebiet ausgewiesen, das auch heute noch, zum Teil als Totalreservat, besteht.
Auf Max Kienitz geht der „Kienitzsche Feuerschutzstreifen“ zur Vorhütung von Waldbränden infolge von Funkenflug aus Dampflokomotiven zurück. Er wurde in ganz Preußen sowie in Sachsen und Bayern übernommen.
Während des Ersten Weltkriegs entwickelte Kienitz die theoretischen und praktischen Grundlagen für das „Choriner Harzungsverfahren“, eine auf mitteleuropäische Verhältnisse zugeschnittene Methode der Harzgewinnung aus der Gemeinen Kiefer.

## Ehrungen

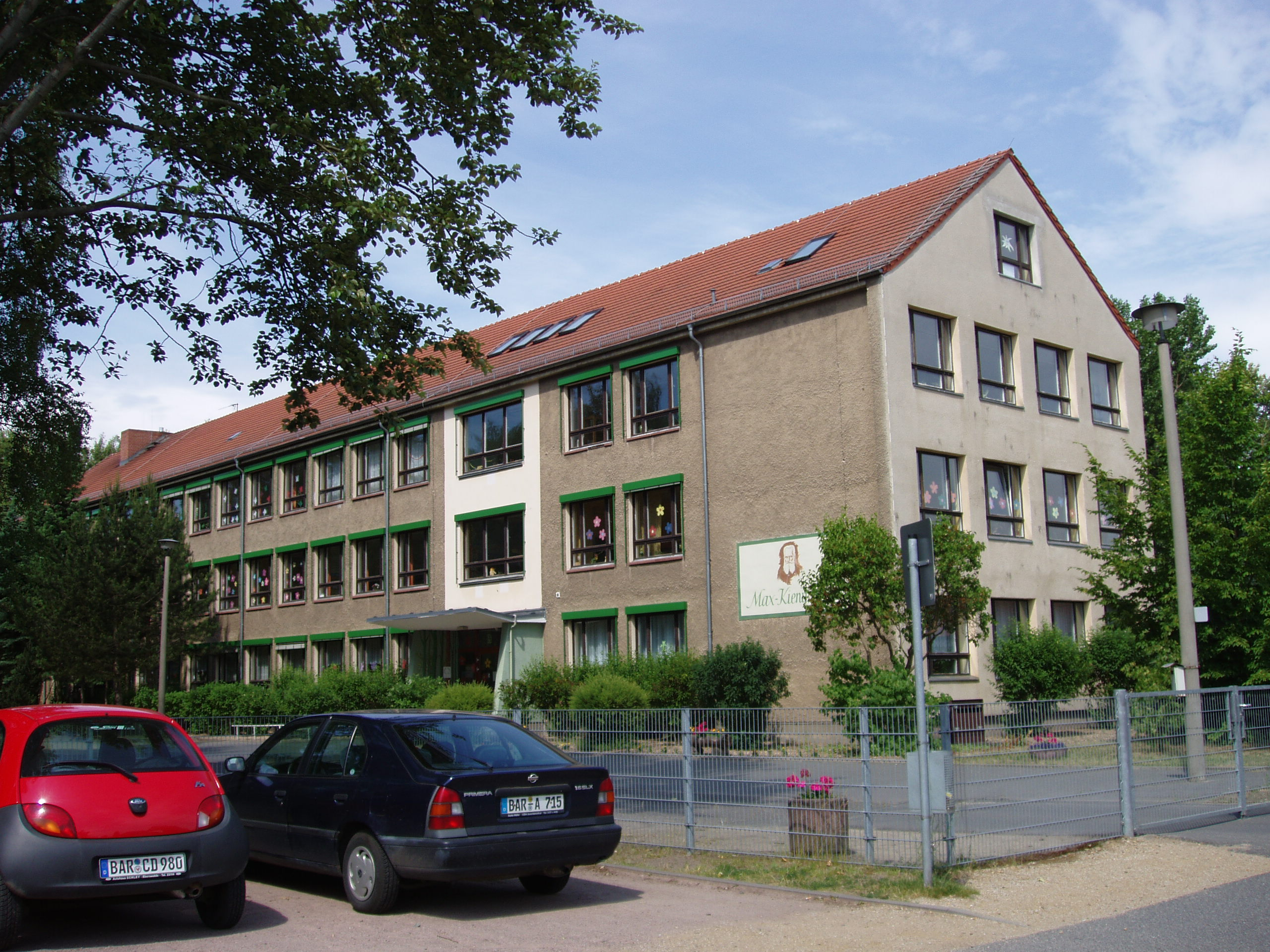
Max-Kienitz-Schule in Britz

Die Forstakademie Eberswalde verlieh Kienitz anlässlich seines 80. Geburtstags die Ehrendoktorwürde.
In Bad Freienwalde sind eine Straße und ein Naturlehrpfad nach ihm benannt, in Britz eine Schule. Im Naturschutzgebiet Plagefenn gibt es seit 1955 einen Kienitz-Gedenkstein.

## Schriften
- Ueber Formen und Abarten heimischer Waldbäume, Berlin 1879
- Schlüssel zum Bestimmen der wichtigsten in Deutschland cultivirten Hölzer nach mit unbewaffneten Auge erkennbaren Merkmalen, Münden 1879
- Vergleichende Keimversuche mit Waldbaum-Samen aus klimatisch verschieden gelegenen Orten Mitteleuropa's. Mit 10 Tafeln, Dissertation (Göttingen), im Druck: Heidelberg 1879
- Maßregeln zur Verhütung von Waldbränden, Berlin 1904
- Das Plagefenn ein Naturdenkmal, Schwedt 1927 (2. Auflage, Angermünde 1934)